# 安德烈·普拉东诺夫
安德烈·普拉东诺夫（俄语：Андре́й Плато́нов；1899年8月28日（旧历8月16日）—1955年1月5日）是苏联作家、哲学家、剧作家、诗人，他的作品出现于存在主义之前。虽然普拉东诺夫加入了苏联共产党，但是由于他对农业集体化和其他斯大林主义政策的怀疑态度，有生之年他的大部分作品都遭到了查禁。

## 外部連結
- 互联网档案馆中安德烈·普拉东诺夫的作品或与之相关的作品